# Christ sur la croix (Vélasquez)
Pour les articles homonymes, voir Le Christ en croix.
Christ sur la croix est une huile sur toile attribuée à Diego Vélasquez. La signature apocryphe suggère une œuvre de son atelier. La toile est conservée au musée du Prado à Madrid depuis 1946.

## Histoire du tableau
Le tableau était au couvent des Bernardas Recoletas del Santísimo Sacramento de Madrid jusqu'à la fin de la guerre civile espagnole. Il souffrit de la guerre et fut donné à l'État espagnol en échange de la restauration du couvent et fut légué en tant qu’œuvre de l'école madrilène du XVIIIe siècle, époque de la construction du couvent. Lors du nettoyage au musée du Prado après 1940, l'inscription « do. Velázquez fa 1631 » apparut ce qui fit penser à une paternité de Vélasquez bien qu'il fût curieux que ce dernier qui signait rarement ses toiles, signât une toile mineure. En 1946, la toile fut finalement achetée par le musée du Prado.

## Description
Le Christ apparaît crucifié, regardant le ciel, les pieds sont appuyés sur un reposoir et sont pris par quatre clous, d'après les conseils de Francisco Pacheco, maître du peintre. Le tronc du Christ, le linge et les jambes sont proches de la représentation du Christ crucifié de Saint Placide ; la seule différence étant qu'il s'agisse d'un christ vivant les bras en tension formant un angle très serré, ce qui milite en faveur de la paternité du peintre sur la toile. 
La croix est entière, prise dans un groupe de pierres d'où ressort un calvaire que la tradition attribue à Adam, dans un paysage urbain qui évoque Jérusalem. Dans la partie supérieure de la croix on note le triangle trilingue.

## Étude critique
La paternité de l'œuvre à Vélasquez a été niée par José López-Rey et Jonathan Brown dans leurs études respectives ; elle fut cependant incluse en 1990 dans l'exposition anthologique du peintre au musée du Prado sous le numéro 27 malgré certaines réserves exprimées par Julián Gállego qui le considérait « très proche de la manière de Vélasquez dans le Christ de Saint Placide » indiquant qu'il pourrait s'agir d'une toile mentionnée dans l'inventaire des biens du peintre sous le numéro 724 « Un Xrst crucifié, d'une aune et quart de haut et de trois quart de large » (approximativement 105 × 36 cm.). Maurizio Marini, admet la toile dans son catalogue sous le nº 67, indiquant qu'il s'agit peut être d'une étude du Christ de Saint Placide. 
L'étude technique réalisée par le musée du Prado sous la direction de Carmen Garrido, écarte complètement la paternité de Vélasquez, mais indique que l’œuvre « reflète l'influence de Vélasquez, mais la manière de faire de l'artiste qui réalisa le tableau ne correspond pas exactement avec celle de Vélasquez ». L'analyse technique permet de voir les larges coups de pinceaux aux tonalités claires sur les côtés et sur le bras droit, rappelant la technique de Vélasquez pour positionner les personnages dans l’espace et faire ressortir ses profils, mais à la différence que dans le Christ des Bernardes, ces coups de pinceaux sont superficiels alors que dans les toiles de Vélasquez réelles, elles sont recouvertes. Pour les fonds, l'artiste employa les transparence à la mode de l'artiste sévillan, mais les coups de pinceaux sont appliqués mécaniquement et de façon très régulière. Les coups de pinceaux des carnations et du lange sont épars et rapides très chargés en pâte, mais ils sont également contenus et précis ; les ombres sont tranchées sans transition. Les similitudes ne sont qu'en surface par l'imitation de l'anatomie et des jeux de lumière du Christ de Saint Placide, ignorant les étapes précédentes de la construction de la toile et les techniques employées par Vélasquez pour atteindre ces effets. Ce serait, en conclusion, « une peinture d'époque, très marquée par Vélasquez quant au modèle et à la technique, avec une grande finesse, une grande maîtrise d'exécution, et un beau rendu final, qui sort peut être de l'atelier de l'artiste »